# 顧水如
顧水如（1892年3月3日—1971年6月19日），中國的圍棋棋士。本名顧思浩，號水如，江蘇省楓涇鎮（今上海市金山區）出身。他是現代中國初期的代表棋士之一。陈祖德为其弟子。

## 生平
他的雙親與兄長都喜好圍棋，在9歲的時候便學習象棋與圍棋。17歲的時候在上海，受教於無錫的范楚卿、合肥的張樂山、江都的王燕卿。1909年，为《时报》主编狄葆贤所聘，在《时报》开设围棋专栏。1914年，他赴北京，战胜了汪云峰、伊耀卿等北京名手，而被誉为“围棋圣手”，并为段祺瑞所赏识。1917年，在段等人的支持下他东渡日本学棋，也是中国赴日学习围棋的第一人。他曾師從本因坊秀哉、瀬越憲作等人，之後因下棋敗戰而失意歸國。此后曾任《时事新报》围棋栏主编。1919年，濑越宪作、本因坊秀哉来访北京时，他受三子与秀哉互有胜负，是当时中国北方棋界首屈一指的棋手。濑越宪作称赞他“当时中国变日本派围棋者，顾先生可谓第一人”。
1920年代后顾水如移居天津，曾在津创办棋会，并在《天津商报》开设围棋专栏。1933年他回到上海，邀过惕生共同创办上海弈社。1935年，又创办鉴止弈艺研究室。1937年中国围棋社在上海成立，他出任甲组指导。1942年濑越宪作等人访华，他被承认为四段棋手。他还与刘棣怀、魏海鸿、陈藻藩并称为上海棋界四家。中华人民共和国成立后，出任上海市首届政协特邀代表、上海市文史馆馆员。后又担任上海围棋学校负责人，并于1960年任《围棋》月刊副主编。1962年任中国围棋协会委员。
文化大革命的時候，搬移到松江縣居住。1971年，在松江縣的人民醫院過世。

## 外部連結
- 中華基督教會燕京書院圍棋學會「中國圍棋故事」